# Eurovision Song Contest 1964

Deltagande länder.
Länder som tävlat förut men inte deltog 1964.

Eurovision Song Contest 1964 sändes den 21 mars 1964 från DR Tivoli Koncerthall i Köpenhamn i Danmark, i och med att Danmark året innan hade vunnit med sången "Dansevise" av Grethe Ingmann & Jørgen Ingmann. Programledare var Lotte Wæver. Kapellmästare var Kai Mortensen. Precis som 1956 års eurovisionsschlagerfestival, finns det ingen bevarad videoupptagning av denna festival. Tidigare hävdade DR att inspelningen skulle ha förstörts under en brand i DR:s huvudbyggnad, men senare uppgifter från DR hävdar att tävlingen aldrig spelades in på grund av att det inte fanns någon videoutrustning tillgänglig. Enligt engelskspråkiga Wikipedia finns dock delar av tävlingen bevarad i tyska televisionens arkiv. Dessutom hittades 2021 i finska YLE:s arkiv några minuters bevarad inspelning från slutet av tävlingen.  
En ljudupptagning av tävlingen finns bevarad och är tillgänglig på Youtube, bestående av stillbilder. Fragment från sändningen har överlevt och har klippts in i denna Youtube-film, däribland ca 40 sekunder av Gigliola Cinquettis tävlingsframträdande. Det mest kända bevarade fragmentet från tävlingen är en kortversion av vinnarlåten på cirka en och en halv minut, ingår i den officiella eurovisionutgåva på dvd som EBU utgav vid 50-årsjubileet av Eurovision Song Contest. Man ville på denna utgåva presentera samtliga vinnarlåtar från originalfestivaltillfället, och från detta års tävling finns ingen videoupptagning av hela bidraget, utan endast denna korta reprisversion.
Att Gigliola Cinquetti skulle vinna kan knappast ha kommit som någon större överraskning. Cinquetti fick efter sitt tävlingsframträdande närmast ovationsliknande applåder och fick gå in på scen ytterligare en gång för att tacka för applåderna.
Årets festival är kanske mest känt för att en man, utklädd till scenarbetare, efter Schweiz bidrag, plötsligt kom upp på scenen med en paroll på vilken det stod "Boycott Franco and Salazar", vilket syftade på Spaniens och Portugals dåvarande diktatorer. I efterhand fick arrangörerna även kritik för att man inte hade tagit ett bombhot på allvar inför tävlingen. Man hade fått ett brev i vilket det stod att "något" fanns i lokalen.
Detta år var poängsystemet som sådant att varje jury fick ge sitt favoritbidrag fem poäng, andrafavoriten tre poäng, och tredjefavoriten ett poäng. Om hela juryn var överens kunde emellertid alla nio poäng gå till ett land, vilket dock aldrig hände. På grund av de omröstningsproblem som inträffat året innan, hade man nu utnämnt en röstkontrollant som skulle vara ytterst ansvarig för festivalen. Den första att bli detta var jugoslaven Miroslav Vilcek.
Italien vann i utklassningsstil med 49 poäng mot tvåan Storbritanniens 17 poäng. Under perioden 1956-1970 samt 1974,  avgjordes ingen tävling med så bred marginal som detta år. Närmast jämförbara resultat är Storbritanniens första seger 1967 då landet vann med 47 poäng mot tvåan Irlands 22 poäng.
Fyra länder fick noll poäng detta år: Tyskland, Portugal, Jugoslavien och Schweiz.
Sverige deltog inte detta år, p.g.a. artiststrejk. Portugal tog istället Sveriges plats. Portugal blev första landet att ta noll poäng på sin debut.

## Bidragen
| Nr | Land           | Artist             | Sång                                      | Språk        | Placering | Poäng |
| -- | -------------- | ------------------ | ----------------------------------------- | ------------ | --------- | ----- |
| 1  | Luxemburg      | Hugues Aufrey      | Dès que le printemps revient              | Franska      | 4         | 14    |
| 2  | Nederländerna  | Anneke Grönloh     | Jij bent mijn leven                       | Nederländska | 10        | 2     |
| 3  | Norge          | Arne Bendiksen     | Spiral                                    | Norska       | 8         | 6     |
| 4  | Danmark        | Bjørn Tidmand      | Sangen om dig                             | Danska       | 9         | 4     |
| 5  | Finland        | Lasse Mårtenson    | Laiskotellen                              | Finska       | 7         | 9     |
| 6  | Österrike      | Udo Jürgens        | Warum nur, warum?                         | Tyska        | 6         | 11    |
| 7  | Frankrike      | Rachel             | Le chant de Mallory                       | Franska      | 4         | 14    |
| 8  | Storbritannien | Matt Monro         | I love the Little Things                  | Engelska     | 2         | 17    |
| 9  | Västtyskland   | Nora Nova          | Man gewöhnt sich so schnell an das Schöne | Tyska        | 13        | 0     |
| 10 | Monaco         | Romuald            | Où sont-elles passées?                    | Franska      | 3         | 15    |
| 11 | Portugal       | António Calvário   | Oração                                    | Portugisiska | 13        | 0     |
| 12 | Italien        | Gigliola Cinquetti | Non ho l'età                              | Italienska   | 1         | 49    |
| 13 | Jugoslavien    | Sabahudin Kurt     | Život je sklopio krug                     | Bosniska     | 13        | 0     |
| 14 | Schweiz        | Anita Traversi     | I miei pensieri                           | Italienska   | 13        | 0     |
| 15 | Belgien        | Robert Cogoi       | Près de ma rivière                        | Franska      | 10        | 2     |
| 16 | Spanien        | Nelly, Tim & Tony  | Caracola                                  | Spanska      | 12        | 1     |

## Omröstningen
Omröstningen blev inte särskilt spännande detta år. Italien tog ledningen direkt efter första omgången, höll denna hela tävlingen igenom, och vann enkelt med nästan tredubbla poängen före Storbritannien. Med undantag att Spanien lämnade sina röster något för snabbt, vilket krävde att man fick ringa upp landet på nytt, genomfördes omröstningen utan problem.
| Startordning | Startordning   | Röster | Röster | Röster | Röster | Röster | Röster | Röster | Röster | Röster | Röster | Röster | Röster | Röster | Röster | Röster | Röster | Röster |
| Startordning | Startordning   | Totalt | LU     | NL     | NO     | DK     | FI     | AT     | FR     | UK     | DE     | MC     | PT     | IT     | YU     | CH     | BE     | ES     |
| ------------ | -------------- | ------ | ------ | ------ | ------ | ------ | ------ | ------ | ------ | ------ | ------ | ------ | ------ | ------ | ------ | ------ | ------ | ------ |
| Bidrag       | Luxemburg      | 14     |        | 3      | -      | -      | -      | -      | 3      | -      | 5      | -      | -      | 3      | -      | -      | -      | -      |
| Bidrag       | Nederländerna  | 2      | -      |        | -      | 1      | -      | -      | -      | 1      | -      | -      | -      | -      | -      | -      | -      | -      |
| Bidrag       | Norge          | 6      | -      | -      |        | 5      | 1      | -      | -      | -      | -      | -      | -      | -      | -      | -      | -      | -      |
| Bidrag       | Danmark        | 4      | -      | -      | 1      |        | -      | -      | -      | -      | -      | -      | -      | -      | -      | -      | -      | 3      |
| Bidrag       | Finland        | 9      | -      | -      | 3      | 3      |        | -      | -      | 3      | -      | -      | -      | -      | -      | -      | -      | -      |
| Bidrag       | Österrike      | 11     | -      | -      | -      | -      | -      |        | -      | -      | -      | -      | -      | 5      | -      | -      | 1      | 5      |
| Bidrag       | Frankrike      | 14     | 1      | -      | -      | -      | -      | 3      |        | -      | -      | 5      | 3      | -      | 1      | -      | -      | 1      |
| Bidrag       | Storbritannien | 17     | -      | 1      | 5      | -      | 3      | 1      | 1      |        | 1      | -      | -      | -      | -      | 5      | -      | -      |
| Bidrag       | Västtyskland   | 0      | -      | -      | -      | -      | -      | -      | -      | -      |        | -      | -      | -      | -      | -      | -      | -      |
| Bidrag       | Monaco         | 15     | 3      | -      | -      | -      | -      | -      | 5      | -      | -      |        | -      | -      | 3      | 1      | 3      | -      |
| Bidrag       | Portugal       | 0      | -      | -      | -      | -      | -      | -      | -      | -      | -      | -      |        | -      | -      | -      | -      | -      |
| Bidrag       | Italien        | 49     | 5      | 5      | -      | -      | 5      | 5      | -      | 5      | 3      | 3      | 5      |        | 5      | 3      | 5      | -      |
| Bidrag       | Jugoslavien    | 0      | -      | -      | -      | -      | -      | -      | -      | -      | -      | -      | -      | -      |        | -      | -      | -      |
| Bidrag       | Schweiz        | 0      | -      | -      | -      | -      | -      | -      | -      | -      | -      | -      | -      | -      | -      |        | -      | -      |
| Bidrag       | Belgien        | 2      | -      | -      | -      | -      | -      | -      | -      | -      | -      | 1      | 1      | -      | -      | -      |        | -      |
| Bidrag       | Spanien        | 1      | -      | -      | -      | -      | -      | -      | -      | -      | -      | -      | -      | 1      | -      | -      | -      |        |

## Återkommande artister
| Artist         | Land    | Tidigare år |
| -------------- | ------- | ----------- |
| Anita Traversi | Schweiz | 1960        |